# 坊さんの気絶

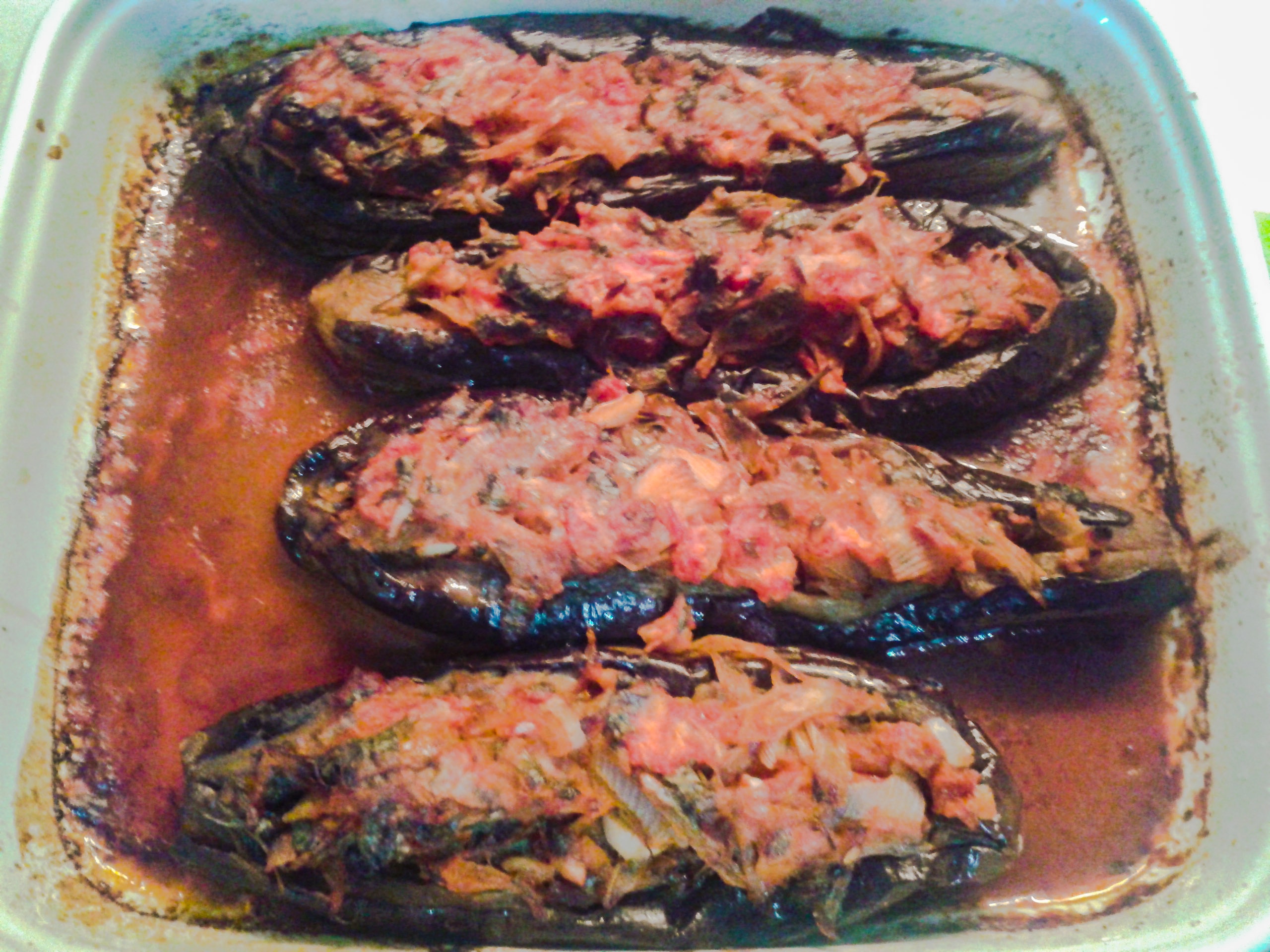
坊さんの気絶の例

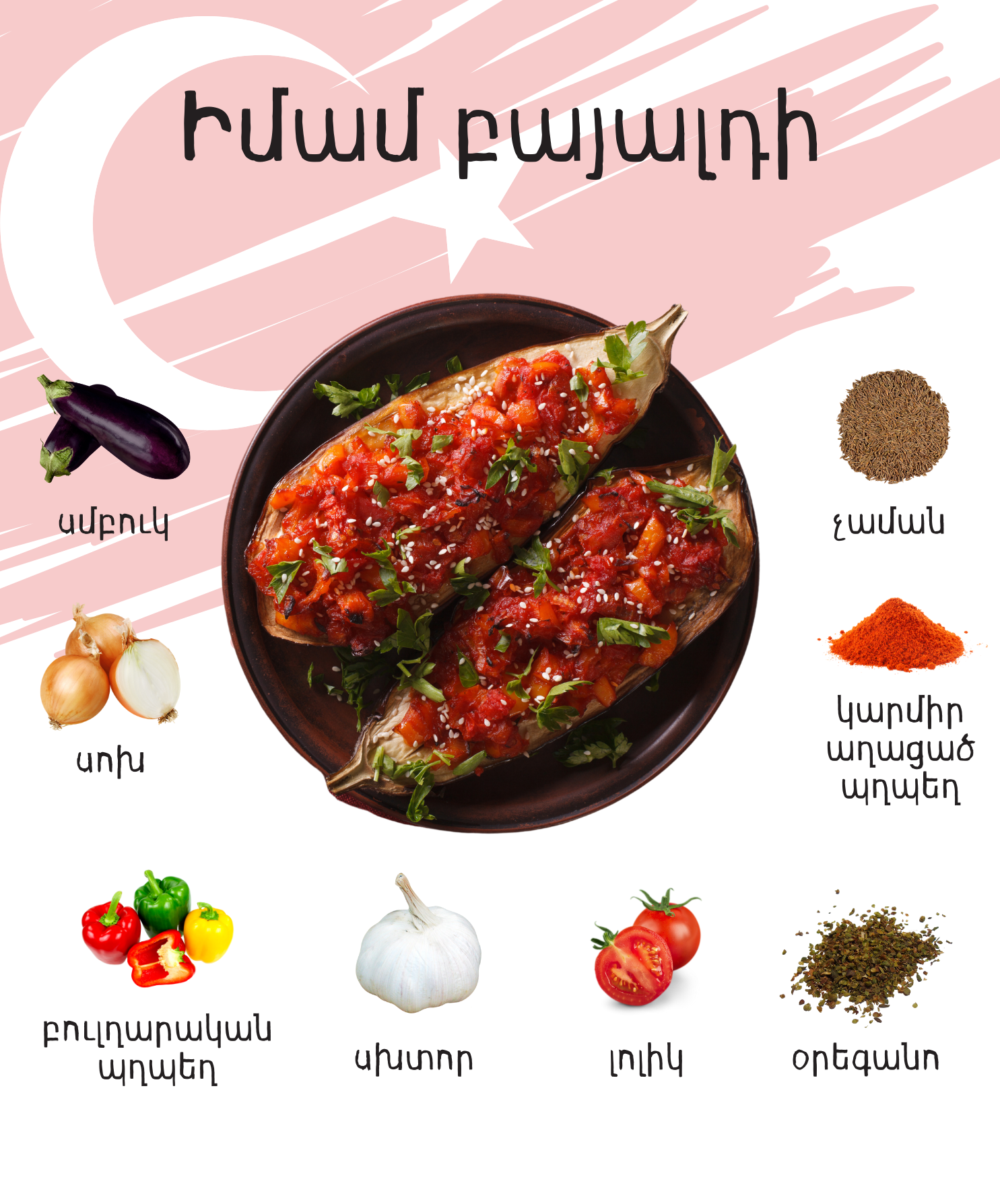
坊さんの気絶の食材例

坊さんの気絶（ぼうさんのきぜつ、トルコ語: İmambayıldı、英語: İmam bayıldı）はトルコ料理、オスマン帝国の料理の1つ。ナスを使用した料理であり、イマム・バユルドゥ、パトゥルジャン・イマム・バユルドゥとも呼ばれる。
名称は「（イスラム教の）坊さん（イマーム、İmam）が食べたら、気絶する（bayıldı）ほど美味い」、あるいは香りで気絶することから。「パトゥルジャン」はナスのこと。
日本ではネーミングの面白さとインスタ映えすることから、2020年頃からブームとなっている。
タマネギ、ニンニク、トマトを油と香辛料で炒め、塩、砂糖で味を調えたものを素揚げしたナスに切り込みを入れて詰め、煮た料理。